# Wolfram Huhn
Wolfram Huhn (n. 3 decembrie 1973, Würzburg, RFG) este un canotor ce a reprezentat Germania, medaliat olimpic. A participat la o ediție a Jocurilor Olimpice (1996) în care a câștigat o medalie de argint.

## Participări
Lista de mai jos prezintă principalele competiții la care a participat Wolfram Huhn de-a lungul carierei.
- rowing at the 1996 Summer Olympics – men's eight[*][4]